# Lagoa Silvana
A Lagoa Silvana é uma lagoa localizada no município brasileiro de Caratinga, no interior do estado de Minas Gerais. Possui uma superfície de 4 km² (400 hectares), com um perímetro de 29,4 km, e alcança 14,5 metros de profundidade. O conjunto formado pelo corpo de água e pela Mata Atlântica preservada no entorno constitui uma área de preservação ambiental de relevância ecológica e turística. Em sua margem está localizado o Clube Náutico Alvorada, área de lazer e visitação que foi criada em setembro de 1963 — embora funcione neste local desde 1968.

## Descrição
O corpo de água está localizado na zona de influência do Parque Estadual do Rio Doce, sendo margeado por uma área de Mata Atlântica preservada que se estende por cerca de 3 000 hectares de propriedade da Usiminas. Essas florestas também envolvem a Lagoa do Piau, situada na mesma região. As lagoas Silvana e do Piau integram um sistema de lagoas que caracteriza o Vale do Rio Doce e está entre os maiores do Brasil em extensão territorial. O conjunto formado pela Lagoa Silvana e pela Mata Atlântica no entorno constitui uma reserva particular do patrimônio natural (RPPN) reconhecida em 27 de julho de 2000. No entanto, as águas também margeiam áreas com reflorestamento de eucalipto destinado a atender à demanda das indústrias locais.
O Clube Náutico Alvorada, localizado na margem da Lagoa Silvana, é estruturado com pousadas, churrasqueiras, restaurante, área de acampamento, parque aquático, piscinas, parque infantil, campos de futebol e quadras esportivas, além de possibilitar o uso do lago para banhos, pesca e passeios de barco. O clube e a lagoa constituem um dos principais atrativos da Região Metropolitana do Vale do Aço, com o acesso ao local a cerca de 15 km de Ipatinga, via BR-458. O corpo de água dá nome ao condomínio de alto padrão Parque Lagoa Silvana, que está localizado na mesma região e cujos lotes começaram a ser vendidos em 2012.